# Buj (ort i Ungern)
Buj är en ort i Ungern.   Den ligger i provinsen Szabolcs-Szatmár-Bereg, i den nordöstra delen av landet, 200 km öster om huvudstaden Budapest. Buj ligger 98 meter över havet och antalet invånare är 2 496.
Terrängen runt Buj är mycket platt. Runt Buj är det ganska tätbefolkat, med 104 invånare per kvadratkilometer. Närmaste större samhälle är Nyíregyháza, 16,8 km söder om Buj. Trakten runt Buj består till största delen av jordbruksmark.